# Sistema politico della Valle d'Aosta

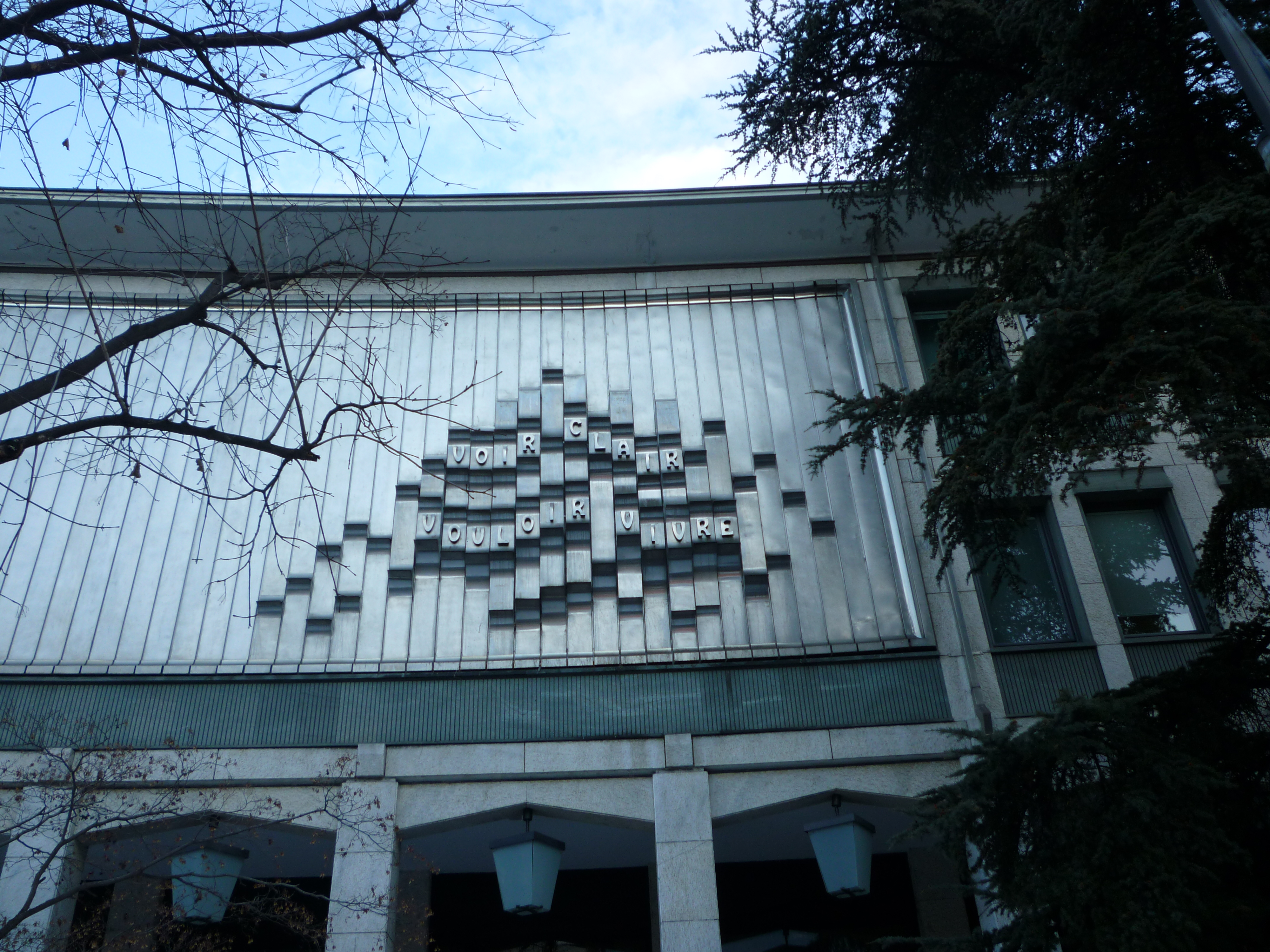
Il motto dell'amministrazione regionale della Valle d'Aosta, "Voir clair, vouloir vivre" ("Vedere chiaro, voler vivere", in francese) sulla facciata del palazzo regionale (lato via Jean-Boniface Festaz)

La Valle d'Aosta è una regione autonoma a statuto speciale. I suoi organi amministrativi godono di una particolare autonomia dal governo centrale italiano, non soltanto per quanto riguarda la politica e il governo regionale, ma anche in altri ambiti strettamente legati alla vita e all'economia di questa regione montana. In particolare, la gestione delle risorse idriche, dell'energia idroelettrica, delle risorse naturali e dell'agricoltura.
La regione prese forma per la prima volta come circoscrizione autonoma il 1º gennaio 1946, in seguito al verificarsi della condizione esecutiva posta dall'articolo 23 del decreto luogotenenziale n°545 del 1945, e cioè la fine dell'occupazione della previgente Provincia di Aosta da parte del Governo Militare Alleato.
L'autonomia della regione consiste nel potere di legiferare in molte materie normalmente di competenza statale. Particolarmente importanti sono le deleghe in materia di sanità, scuola, lingua, formazione, lavoro, trasporti e viabilità. Il finanziamento della regione deriva principalmente dalla restituzione da parte dello Stato della quasi totalità dei tributi raccolti nel territorio regionale. La regione può inoltre istituire nuovi tributi.

## Autonomia finanziaria
Molto ampia è anche l'autonomia finanziaria, per cui più del 90% dei tributi riscossi in ambito regionale resta nel territorio. La regione autonoma dispone di 12 000 euro di risorse all'anno per ognuno dei suoi oltre 120.000 abitanti (contro i 2 000 della Lombardia, e dai 9 000 dell'Alto Adige). Complessivamente il bilancio della Valle d'Aosta si aggira sui 4,05 miliardi di euro all'anno.

## Governo

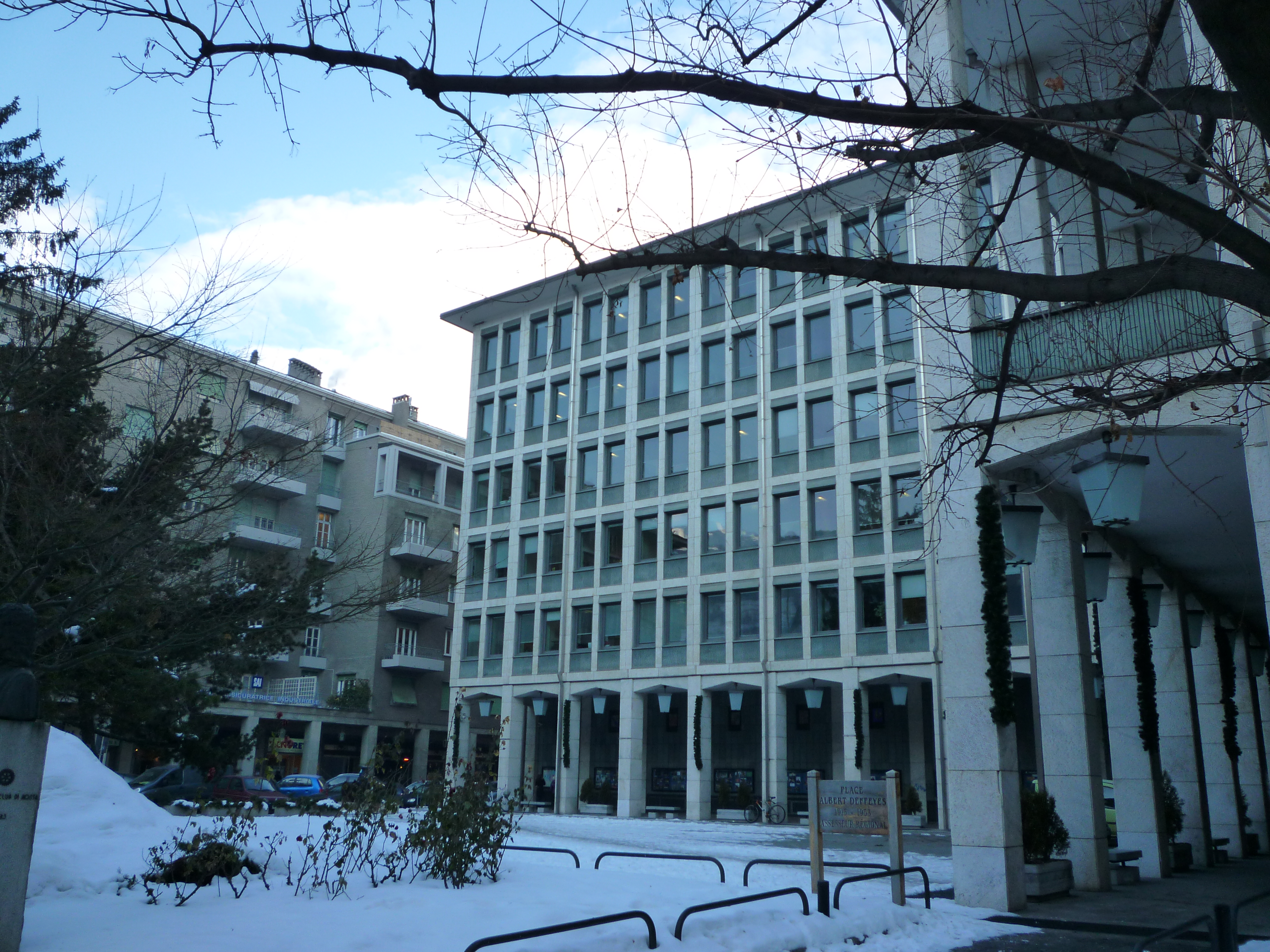
Il palazzo regionale, sede del governo regionale, in piazza Albert Deffeyes a Aosta

La Valle d'Aosta è costituita in Regione a statuto speciale, fornita di personalità giuridica, entro l'unità politica della Repubblica Italiana, sulla base dei principi della Costituzione e secondo lo statuto regionale.
Il territorio della Valle d'Aosta comprende le circoscrizioni dei comuni ad essa storicamente appartenenti. La Regione ha per capoluogo Aosta. Sono organi della regione: il Consiglio della Valle d'Aosta / Conseil de la Vallée d'Aoste, la Giunta regionale ed il Presidente della Regione.
Il Consiglio regionale della Valle d'Aosta / Conseil régional de la Vallée d'Aoste è composto di trentacinque consiglieri, eletti a suffragio universale, uguale, diretto e segreto e svolge la funzione legislativa. Il Consiglio regionale è eletto per cinque anni. Il quinquennio decorre dalla data delle elezioni. Il Consiglio regionale elegge, fra i suoi componenti, il Presidente, l'Ufficio di presidenza e Commissioni, in conformità al regolamento interno, che esso adotta a maggioranza assoluta dei suoi componenti.
Il Presidente della Regione, la Giunta e gli assessori che la compongono sono organi esecutivi della Regione e sono nominati dal consiglio regionale (la Valle d'Aosta e la Provincia autonoma di Bolzano fanno eccezione in quanto hanno mantenuto l'elezione indiretta degli organi esecutivi). Il Presidente della Regione è il capo dell'amministrazione regionale e rappresenta la Regione. Promulga le leggi ed i regolamenti regionali. Il presidente della regione  svolge anche le funzioni di Prefetto.
La regione possiede la competenza "esclusiva" a legiferare nelle seguenti materie:
- Ordinamento degli uffici provinciali e del personale ad essi addetto;
- Toponomastica, fermo restando l'obbligo del bilinguismo nel territorio della regione autonoma Valle d'Aosta (anche se nella realtà dei fatti, l'unico toponimo bilingue è Aosta/Aoste, tutti gli altri toponimi sono solo in francese, talvolta in patois valdostano o in lingua walser);
- Tutela e conservazione del patrimonio storico, artistico e popolare;
- Usi e costumi locali ed istituzioni culturali (biblioteche, accademie, istituti, musei) aventi carattere provinciale;
- Manifestazioni ed attività artistiche, culturali ed educative locali, e anche con i mezzi radiotelevisivi, esclusa la facoltà di impiantare stazioni radiotelevisive;
- Urbanistica e piani regolatori;
- Tutela del paesaggio;
- Usi civici;
- Ordinamento delle minime proprietà colturali, anche agli effetti dell'art. 847 del codice civile;
- Ordinamento delle comunità familiari rette da antichi statuti o consuetudini;
- Artigianato;
- Edilizia comunque sovvenzionata, totalmente o parzialmente, da finanziamenti a carattere pubblico, comprese le agevolazioni per la costruzione di case popolari in località colpite da calamità e le attività che enti a carattere extra regionale esercitano nella provincia con finanziamenti pubblici;
- Porti lacuali;
- Fiere e mercati;
- Opere di prevenzione e di pronto soccorso per calamità pubbliche;
- Miniere, comprese le acque minerali e termali, cave e torbiere;
- Caccia e pesca;
- Alpicoltura e parchi per la protezione della flora e della fauna;
- Viabilità, acquedotti e lavori pubblici di interesse provinciale;
- Comunicazioni e trasporti di interesse provinciale, compresi la regolamentazione tecnica e l'esercizio degli impianti di funivia;
- Assunzione diretta di servizi pubblici e loro gestione a mezzo di aziende speciali;
- Turismo e industria alberghiera, compresi le guide, i portatori alpini, i maestri e le scuole di sci;
- Agricoltura, foreste e corpo forestale, patrimonio zootecnico ed ittico, istituti fitopatologici, consorzi agrari e stazioni agrarie sperimentali, servizi antigrandine, bonifica;
- Espropriazione per pubblica utilità per tutte le materie di competenza regionale e provinciale;
- Costituzione e funzionamento di commissioni comunali e provinciali per l'assistenza e l'orientamento dei lavoratori nel collocamento;
- Opere idrauliche della terza, quarta e quinta categoria;
- Assistenza e beneficenza pubblica;
- Scuola materna;
- Assistenza scolastica per i settori di istruzione in cui la provincia ha competenza legislativa;
- Edilizia scolastica; addestramento e formazione professionale.

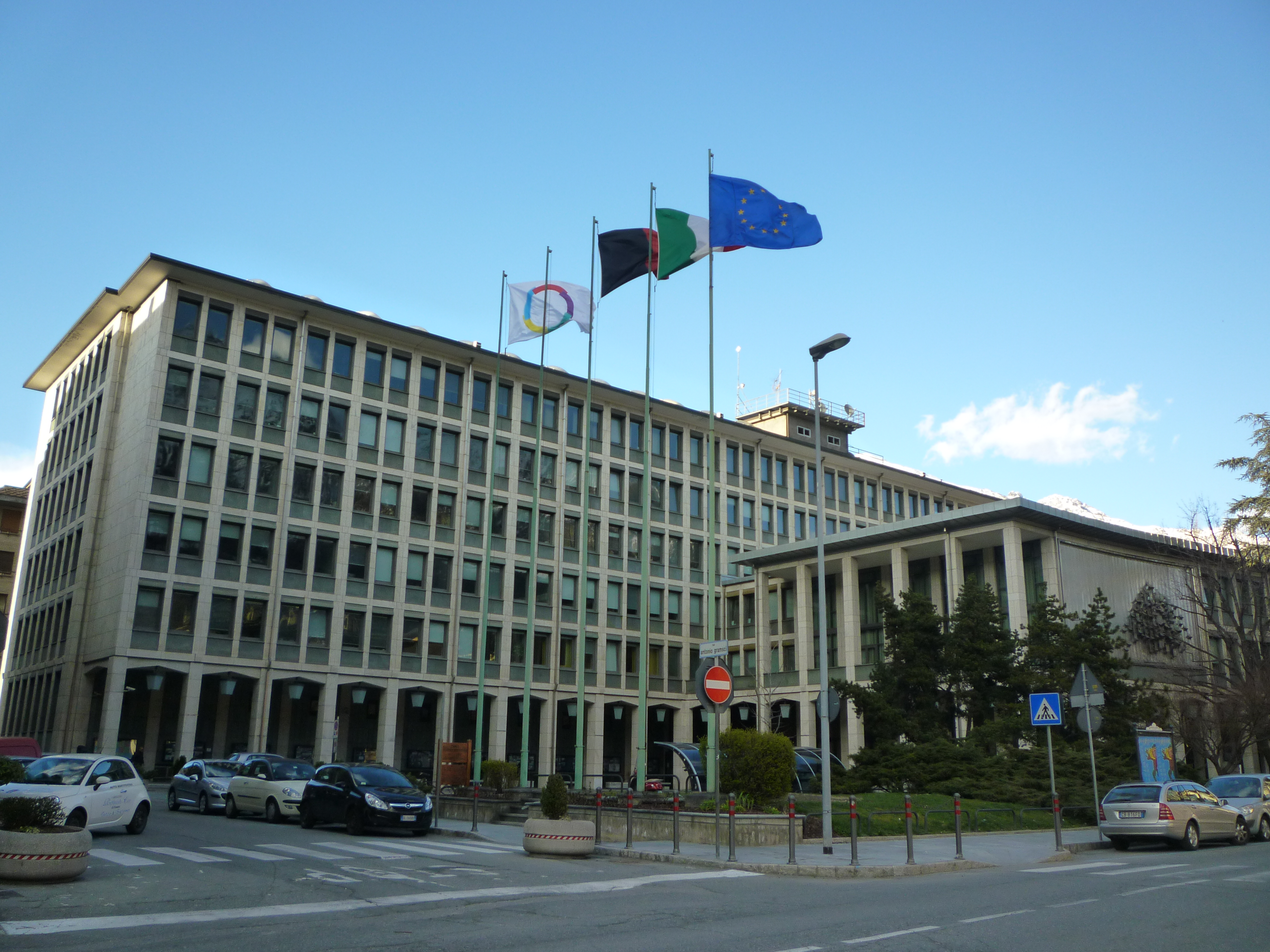
Il palazzo regionale e piazza Albert Deffeyes

Nei seguenti ambiti la  Valle d'Aosta dispone di una competenza legislativa "concorrente" con lo Stato centrale:
- Polizia locale, urbana e rurale;
- Istruzione elementare e secondaria (media, classica, scientifica, magistrale, tecnica, professionale e artistica);
- Commercio;
- Apprendistato;
- Libretti di lavoro;
- Categorie e qualifiche dei lavoratori;
- Costituzione e funzionamento di commissioni comunali e regionali di controllo sul collocamento;
- Spettacoli pubblici per quanto attiene alla pubblica sicurezza;
- Esercizi pubblici, fermi restando i requisiti soggettivi richiesti dalle leggi dello Stato per ottenere le licenze, i poteri di vigilanza dello Stato, ai fini della pubblica sicurezza, la facoltà del Ministero dell'interno di annullare d'ufficio, ai sensi della legislazione statale, i provvedimenti adottati nella materia, anche se definitivi. La disciplina dei ricorsi ordinari avverso i provvedimenti stessi è attuata nell'ambito dell'autonomia locale;
- Incremento della produzione industriale;
- Utilizzazione delle acque pubbliche, escluse le grandi derivazioni a scopo idroelettrico;
- Igiene e sanità, ivi compresa l'assistenza sanitaria e ospedaliera;
- Attività sportive e ricreative con i relativi impianti ed attrezzature.

Competenze della regione:
- a) ordinamento degli uffici e degli enti dipendenti dalla Regione e stato giuridico ed economico del personale;
- b) ordinamento degli enti locali e delle relative circoscrizioni;
- c) polizia municipale, locale e rurale;
- d) agricoltura e foreste, zootecnia, flora e fauna;
- e) piccole bonifiche ed opere di miglioramento agrario e fondiario;
- f) strade e lavori pubblici di interesse regionale;
- g) urbanistica, piani regolatori per zone di particolare importanza turistica;
- h) trasporti su funivie e linee automobilistiche locali;
- i) acque minerali e termali;
- l) caccia e pesca;
- m) acque pubbliche destinate ad irrigazione ed a uso domestico;
- n) incremento dei prodotti tipici della Valle;
- o) usi civici, consorterie, promiscuità per condomini agrari e forestali, ordinamento delle minime proprietà culturali;
- p) artigianato;
- q) industria alberghiera, turismo e tutela del paesaggio;
- r) istruzione tecnico-professionale;
- s) biblioteche e musei di enti locali;
- t) fiere e mercati;
- u) ordinamento delle guide, scuole di sci e dei portatori alpini;
- v) toponomastica;
- z) servizi antincendi.

Sin dalla sua costituzione, nel 1948, la regione venne governata spesso dall'Union Valdôtaine, oggi in coalizione con la Stella Alpina. Alle ultime elezioni regionali, il partito non regionale più forte è stato il Partito Democratico. In generale, però, i partiti non regionali raccolgono la larga minoranza dei voti.
La coalizione Autonomie Liberté Démocratie rappresenta il primo tentativo di raggruppamento politico autonomista che mira alla parità linguistica nella sua attività.
I partiti più rappresentativi del gruppo Walser sono l'Union Valdôtaine e la Stella Alpina.

## Suddivisione amministrativa
Nella Regione Autonoma Valle d'Aosta non vige la suddivisione in province, data l'esiguità numerica della popolazione. Tutte le funzioni altrove attribuite alla provincia vengono espletate dagli organi della regione.
Allorquando l'autonomia della Valle fu concepita per la prima volta in forza del decreto luogotenenziale del 7 settembre 1945, il nuovo Ente fu congegnato come una sorta di provincia autonoma, essendone prova l'articolo 1, che stabilì il subentro dell'Ente in tutte le posizioni patrimoniali della previgente Provincia al netto di quelle relative ai territori del distaccato Canavese, l'articolo 4, che conferì al Presidente della Valle le funzioni già del Presidente della Provincia, l'articolo 10, che preannunciò il subentro alle attribuzioni della Giunta provinciale, e soprattutto l'articolo 12, che assegnò all'Ente tutte le funzioni che le leggi italiane assegnano alle province, e l'articolo 20, che stabilì che alla Valle d'Aosta si applicassero tutte le disposizioni legislative concernenti le province in quanto non in contrasto con le maggiori autonomie concessele dal decreto in oggetto.
Nel momento dell'elaborazione delle Regioni da parte dell'Assemblea Costituente, fu naturale elevare la Valle a tale rango, separandola definitivamente da ogni connessione col Piemonte, nel quale era precedentemente ricompresa ai fini della circoscrizione locale di alcune funzioni statali. Il nuovo status di regione autonoma a statuto speciale fu dunque garantito con legge costituzionale 26 febbraio 1948 n°4, improntato alla parziale restituzione di quei caratteri di self government che la Valle d'Aosta possedeva sostanzialmente da secoli, in particolare dal 1536, data di formazione del governo valdostano denominato Conseil des Commis.
Pertanto la Valle d'Aosta è l'unica Regione italiana a svolgere contemporaneamente le funzioni provinciali, ivi comprese sia quelle autarchiche, sia quelle delle amministrazioni periferiche dello Stato, in particolare delle prefetture.